# Max Pfeiffer
Max Karl Alfred Pfeiffer (* 25. Apriljul. / 7. Mai 1881greg. in Sankt Petersburg, Russisches Kaiserreich; † 5. September 1947 in Berlin) war ein aus Russland stammender deutscher Filmproduzent.

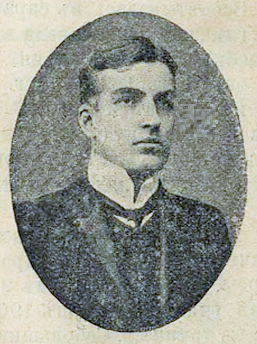
Max Pfeiffer

## Leben
Pfeiffer spielte an Theatern in Sankt Petersburg, Kiew und Odessa. Infolge der Oktoberrevolution emigrierte er Ende 1918 nach Berlin. Hier gründete er zusammen mit seiner Frau, Schauspielerin Lydia Potechina, das deutsch-russische Kabarett Der blaue Sarafan.
Er knüpfte zu Beginn der 1920er-Jahre Kontakte zur Filmproduktion und arbeitete anfangs als Faktotum für Carl Froelich sowie als Aufnahmeleiter für Fritz Lang, in dessen Der müde Tod er zudem eine kleine Rolle übernahm.
Pfeiffer war als Aufnahmeleiter unter anderem an den Klassikern Dr. Mabuse, der Spieler, Die Nibelungen, Der letzte Mann, Tartüff und Faust – eine deutsche Volkssage beteiligt. 1928 ernannte ihn Erich Pommer zum Produktionsleiter der Universum Film (UFA), ab 1933 bekleidete er die Funktion eines Herstellungsleiters.
Er produzierte für die UFA durchweg unpolitische Unterhaltungsfilme, darunter mehrere Revuefilme mit Lilian Harvey und Marika Rökk.

## Filmografie
| - 1928: Ungarische Rhapsodie - 1929: Asphalt - 1929: Melodie des Herzens - 1931: Stürme der Leidenschaft - 1932: Ich bei Tag und Du bei Nacht - 1932: Quick - 1933: Abel mit der Mundharmonika - 1933: Die schönen Tage von Aranjuez - 1933: Des jungen Dessauers große Liebe - 1934: Die Csardasfürstin - 1934: Spiel mit dem Feuer - 1934: Fürst Woronzeff - 1935: Mach’ mich glücklich - 1935: Liebeslied - 1935: Schwarze Rosen - 1936: Boccaccio - 1936: Der Bettelstudent | - 1936: Glückskinder - 1937: Gasparone - 1937: Sieben Ohrfeigen - 1937: Und du mein Schatz fährst mit - 1937: Fanny Elßler - 1938: Fortsetzung folgt - 1938: Nanon - 1939: Frau am Steuer - 1939/41: Frauen sind doch bessere Diplomaten - 1940: Kora Terry - 1940: Die keusche Geliebte - 1941: Tanz mit dem Kaiser - 1943: Liebesgeschichten - 1943/47: Jan und die Schwindlerin - 1944: Eine Frau für drei Tage - 1944/49: Der Posaunist |